# Куклич, Имант Альфредович
Имант Альфредович Куклич (латыш. Imants Kukličs; род. 26 марта 1938, Рига) — советский легкоатлет, специалист по барьерному бегу. Выступал за сборную СССР по лёгкой атлетике в середине 1960-х годов, призёр Кубка Европы, обладатель серебряных и бронзовых медалей первенств всесоюзного значения, участник летних Олимпийских игр в Токио. Заслуженный тренер БССР по лёгкой атлетике.
Ученики выступали на Летних Олимпийских Играх 1972, 1976, 1980, 1996 года. Тренировал спортсменов сборных СССР, Индии, Латвии.

## Биография
Имант Куклич родился 26 марта 1938 года в Риге.
Занимался лёгкой атлетикой под руководством тренеров Иманта Гайлиса, Тимофея Лунёва, Анатолия Юлина.
Впервые заявил о себе в сезоне 1957 года, когда в беге на 400 метров с барьерами выиграл бронзовую медаль на первенстве Латвийской ССР. В том же году переехал на постоянное жительство в Минск, стал выступать за минское добровольное спортивное общество «Динамо».
В 1963 году в составе сборной Белорусской ССР взял бронзу в эстафете 4 × 400 метров на чемпионате страны в рамках III летней Спартакиады народов СССР в Москве.
Благодаря череде удачных выступлений удостоился права защищать честь страны на летних Олимпийских играх 1964 года в Токио — в программе барьерного бега на 400 метров выбыл из борьбы за медали на стадии четвертьфиналов, показав в своём забеге результат 53,3.
После токийской Олимпиады Куклич ещё в течение некоторого времени оставался действующим спортсменом и продолжал принимать участие в крупнейших легкоатлетических стартах. Так, в 1965 году он стал третьим в эстафете 4 × 400 метров на Кубке Европы в Штутгарте, тогда как на чемпионате СССР в Алма-Ате завоевал бронзовую награду в беге на 400 метров с барьерами и получил серебро в эстафете 4 × 400 метров, победил на VIII Мемориале братьев Знаменских в г. Минске с результатом 50,7.
В 1969 году окончил Белорусский государственный институт физической культуры, затем в течение многих лет работал тренером по лёгкой атлетике в минском «Динамо». Среди его учеников в этот период Виктор Мясников, Юрий Черванев.
В начале 1990-х годов вернулся в Латвию, тренировал легкоатлетов в рижском клубе «Даугава». Среди его учеников Гунтис Педерс, Лана Екабсоне.